# 配偶システム
配偶システム（はいぐうシステム、英語: mating system）とは、ある種の動物の雌雄が、ライフサイクルの中で、どれだけの数の異性と、どのように出会って交尾するかなどによって分類される繁殖形態の総称である。
システムとそれに関わる戦略は、下に挙げたものが知られているが、大きく分けて単婚と複婚に分けられる。
生物がどの配偶システムを採用するかは食性や生活環境の影響を受ける。
鳥類のように子が自力でエサをとるのが困難だったり、子育てに長い時間や大きな労力がかかる場合には一夫一妻制が発達しやすい。
一夫多妻制と一妻多夫制はオスとメスの潜在的繁殖速度の差によって（実効性比）きまるが、実効性比はやはり食性や生態の影響を受ける。

## 一夫一妻
特定の雄と雌が、一対一でつがい関係を持ち、子育てなどを行うことを一夫一妻という。
昆虫などでは、ある繁殖シーズンにおける交尾相手が、雄から見ても雌から見ても一頭だけである場合に当てはまる。
一夫一妻制には一繁殖期のみ固定的なつがい関係を作る期間限定型と、生涯にわたってつがい関係を維持する場合に分かれる。
前者の代表はツバメ、後者の代表はツルである。
また子育てのためにつがいを作るが、配偶行為はつがい外でも行う場合には社会的一夫一妻制と呼ぶ。
一夫多妻など他の繁殖システムと比べた場合、一夫一妻を単婚（monogamy）といい、それ以外の配偶システムは複婚（polygamy）とよぶ。

## 一夫多妻
一夫多妻とは、雄が複数の雌と交尾する配偶システムである。
雌をめぐる雄同士の激しい競争が生じやすく、競争に勝った雄が複数の雌を独占してしまう場合も多い。そのため、競争に負けてしまった、交尾ができない雄がでる。

### 資源防衛型一夫多妻
雌にとって必要な資源を雄が防衛する。その対価として、雄はその資源に集まってきた雌と交尾をするというものである。防衛される資源は「なわばり」が代表的である。「なわばり」を広く持つことは、より多くの餌を確保すること、より広大な住処を持つことに繋がるためである。
普通は一夫一妻で繁殖する生物でも、通常雄が雌に与える資源の量より多い資源を雄が手にしている場合、それを複数の雌に割り当てて与えることによって一夫多妻となるケースがあることが知られている。なお、配偶システムの分類を考察する際に資源防衛型と言う場合には、防衛される「資源」の中に、雌自体は含まれない。
この配偶システムを持つ生物の具体例としてシオカラトンボなどが挙げられる。

### 雌防衛型（ハレム（英語版）型）一夫多妻
資源防衛型のように、雄は防衛の対価として雌と交尾するのだが、雌防衛型では「資源」でなく「雌」自体が防衛の対象となる。かつては雌を他の雄の攻撃などから防衛しているのだと考えられてきたが、雌が積極的につがい外交尾を行うケースが見つかり、雄と雌の間に繁殖に関する利害の対立があり、雄が雌のつがい外交尾を妨害していると考えられるケースもある。またライオンのように雄が一頭とは限らなくても、十分少数の雄と多数の雌がハレムを作る場合には一夫多妻型に分類する。
つがい外交尾妨害が見られる生物の具体例としてゾウアザラシが挙げられる。ライオンはつがい外交尾妨害をしない雌防衛型の例である。

### レック型一夫多妻
資源とは特に関係の無い場所に集まった雄が、そこで小さな縄張りを作り、求愛のディスプレイを行う。
このような行動をする雄たちをレック (lek) という。レックが求愛のディスプレイで自分をアピールし、雌を呼び寄せて交尾をするというのがレック型一夫多妻である。
純粋にこの配偶システムを持つ生物はフクロウオウムのみとされるが、雄同士が特定の場所に集まらない場合もレック型に分類されることがある。
例としてはアオアズマヤドリの場合、雄が子育てには使用しない巣（あずまや）を作り、そこに雌を誘い込んで交尾をする。

### スクランブル交尾型一夫多妻
縄張りを作ったり何かを防衛したりはせず、雄はひたすら雌を探し回る。
そして、雄は雌を見つけ次第、次から次へと交尾をしていくというものである。
雄が繁殖競争において優位に立つためには「いかに多くの雌と交尾するか」が重要な要素となるが、それを行うことには「いかに早く雌を見つけるか」という探索能力の優劣も深く関わる。
繁殖期間が短く、集中して交尾に励む必要性がある動物は、この配偶システムになりやすい。
繁殖行動を行う場所において、競争相手となる雄が多すぎるため、資源の防衛を行うにはコストが掛かりすぎて割に合わないためである。
この配偶システムを持つ生物の具体例としてカブトガニなどが挙げられる。

## 一妻多夫
雌が雄を巡って競争し、競争に勝った雌は雄と交尾する。子供が出来ると、雌は雄に子育てを任せ、次の雄を探すために立ち去るというものである。
この配偶システムを持つものは、一般的な動物に比べて、同種の集団における雄雌の立場が逆転しているという場合が多い。つまり、一般的には雌の役割である育児を、雄が行なうという場合が多い。この場合、雌同士が、相対的に少ない雄の育児能力という資源を巡って競争するというわけである。この配偶システムを持つ生物は少ないため、調査はほとんど進んでいないが、一夫多妻と似たような区別があると考えられている。
この配偶システムを持つ生物の具体例としては、アカエリヒレアシシギなどが挙げられる。

## 乱婚
雌雄が規則性なく不特定多数と交尾する場合を特にそう呼ぶ場合が多いが、規則性があっても雌雄がそれぞれ複数の異性と交尾する場合も、こう呼ばれる。具体例は、チンパンジーやボノボ。

## 条件付戦略「スニーカー」
なわばりを持ったり、ディスプレイを行ったりして、雄が雌にアピールをする動物において、優位な雄に集まる雌を横取りしようとする雄をスニーカー (sneaker) とよぶ。
「スニーカー」とは「忍び寄る者」「こそ泥」という意味の単語で、靴のスニーカーも同じ語源である。
トンボではある雄が持つ縄張りのすぐ外に別の雄が潜んでいて、縄張り目当てに飛来してきた雌を横取りして交尾するという行動が観察されている。
ニホンヒキガエルでは、大きな声で雌を呼ぶ雄の近くに、別の雄が鳴き声を出さずに見つからないよう潜んでいて、雌を横取りして交尾するという行動が観察されている。